# 구쿠니 웨데이
구쿠니 웨데이(Goukouni Oueddei, 1944년~)는 아프리카 차드의 군인 겸 정치가이고 예비역 차드 육군 소장이며 1979년 대통령이 되었으나 차드 내전으로 인해 쫓겨났다.
1977년 차드민족해방전선 제2군을 창설해 1978년 인민국가평의회혁명위원장, 1979년 의장 등을 거쳐 자유 선거를 통해 차드 대통령으로 당선되었다. 그러나 국방장관 이센 아브레와의 대립으로 반정부 세력 FROLINAT가 구쿠니파인 FAP와 아브레파인 FAN로 분열되어 아브레와의 내전 중 수도 은자메나를 넘겨주고 대통령직에서 쫓겨나 알제리로 망명했다.
1980년 12월 리비아에게 7000명의 군대를 지원받았고 1981년 1월 리비아와 차드의 합병을 선언했다. 1983년에는 리비아로 건너가 리비아 공군의 지원으로 전략요충지 파야를 함락시키고 다시 내전에 돌입해 현재까지 반정부 운동을 펼치고 있다.